# Озеро Стюарт

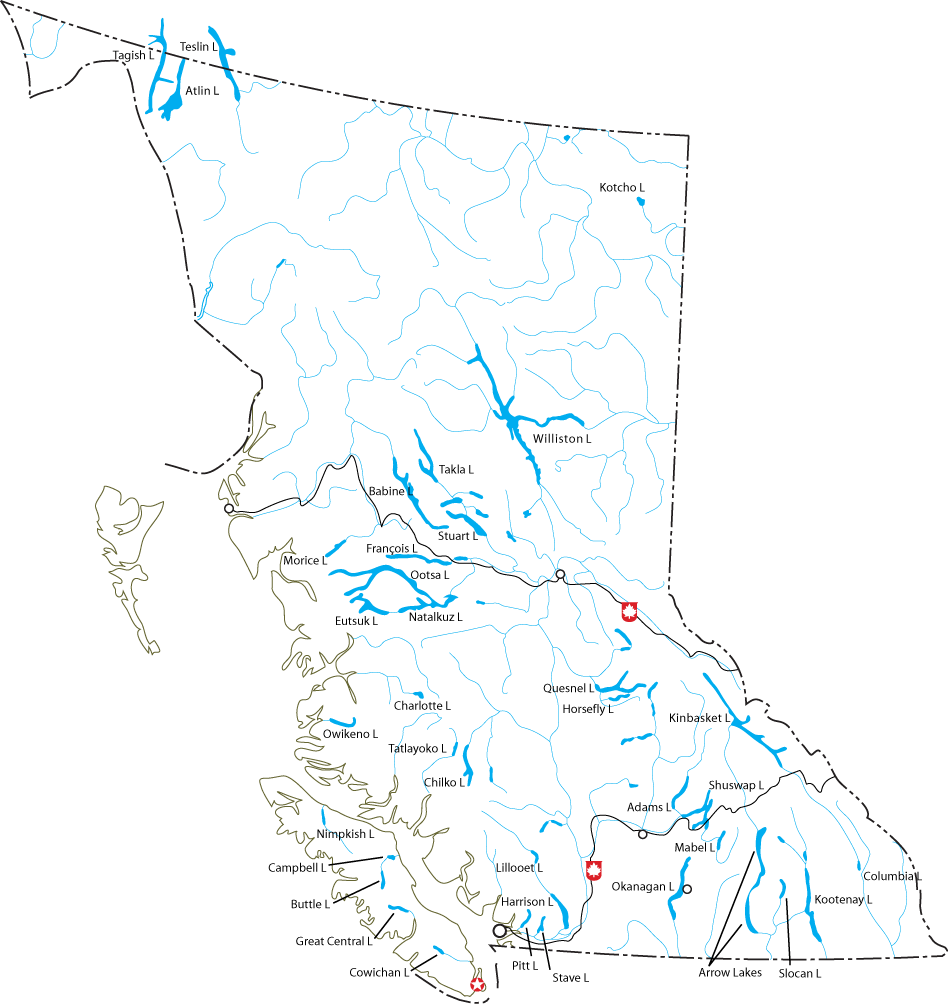
Озера Британської Колумбії.

Озеро Стюарт, або Нак'альбун («Озеро Маунт-Поуп», Athapascan languages вимова: [nakʼalpʌn] ) мовою Карріер (Dakelh)  - озеро, розташоване у внутрішніх північних районах Британської Колумбії, Канада. Місто Форт-Сент-Джеймс розташоване біля озера біля витоку (ріка Стюарт або Nak'alkoh - ″Річка Маунт-Поуп″). Ширина озера Стюарт становить 10 км, довжина - 66 км і є відносно неглибокий (середня глибина складає 26 м). На озері Стюарт є кілька приватних островів.
Озеро Стюарт пропонує різноманітні види відпочинку, зокрема катання на човнах, каное, плавання на байдарках і прийняття сонячних ванн на піщаних пляжах. Любителі риболовлі можуть насолодитися великою кількістю риби в озері, а водні лижі подарують гострі відчуття любителям адреналіну. Відвідувачі також можуть дослідити стародавні піктограми корінних народів, розбити табори в околицях, а також покатататися на снігоходах, зайнятися підлідною риболовлею, проїхатися на собачих упряжках протягом зимових місяців. На південному березі озера розташовані два провінційних паркових кемпінгу, Paarens Beach і Sowchea Bay, а також невеликий муніципальний кемпінг. Крім того, в цьому районі є декілька мотелів, будиночків і приватних кемпінгів для розміщення відвідувачів. Причали доступні в кількох пристанях для тих, хто прибуває на човні.
У Форт-Сент-Джеймсі є кілька лісозаводів, а також кілька невеликих громад аборигенів у басейні. Озеро зазвичай покривається льодом із середини грудня до початку травня. В озеро Стюарт водяться райдужна форель, палія або озерна форель, сига, кокані, Доллі Варден, минь річкова, а в глибших районах - осетри (під охороною).

## Гідрографічна характеристика озера
- Скидання приблизо 4,1 кубічного кілометра за рік (0,98 миля3/рік)

## Історія
Села на озері Стюарт або Нак'альбун  були з'єднані з селами Дакел на озері Фрейзер ( Nadlehbunk'ut ) стародавньою сухопутною дорогою під назвою Nyan Wheti  Nyan Wheti мовою Carrier означає «Шлях через».  Стежка була частиною мережі стежок під назвою Grease Trail, яку народ Дакелх використовував як основну торговельну, туристичну та комунікаційну лінію. Стежка Чеслатта продовжується на південь до озера Чеслатта .
Озеро Стюарт має важливе значення для історії Британської Колумбії, оскільки тут розташоване одне з найстаріших немісцевих поселень у провінції, Форт Сент-Джеймс. Першим іноземцем, який відвідав озеро, був Джеймс Макдугал у 1806 році. Дослідження Макдугалл проводив як помічник Саймона Фрейзера. Невдовзі Фрейзер та інші учасники його експедиції заснували торговий пункт Північно-Західної компанії, залишивши на зиму гарнізон на чолі з клерком Джоном Стюартом, на честь якого озеро й отримало англійську назву.
Оригінальна назва мовою дакелх - Нак'албун (Athapascan languages вимова: [nakʼalpʌn]), буквально Гора Поуп Озеро, за назвою гори, що над нею видніється, Нак'ал (Athapascan languages вимова: [nakʼal] ), відомий англійською як Mt. Pope. Зміна назв озер відображає доктрину відкриття, яку підтримує колоніальний уряд Канади, а також колоніальну історію цього району.
У 2012 році «мер і рада округу Форт-Сент-Джеймс одноголосно проголосували за ухвалення резолюції, яка заявляє про їхню опозицію до проекту Північних воріт Енбриджа. Їхнє рішення ґрунтувалося на занепокоєнні щодо «сухопутної бази та наших джерел прісної води. Особливе занепокоєння на місцевому рівні викликає перетин річки Стюарт, де розташована одна з найбільших у світі ланцюгів нерки, і струмок Пітка, який впадає в озеро Стюарт» 

## Використанні джерела
1. ↑  "Nak'albun". Stuart Lake Carrier Dictionary. 22 липня 2021. Процитовано 24 липня 2021.
2. 1 2  First Voices, nd.
3. ↑  On the trail of the fur trade. The Vancouver Sun. 9 листопада 2007. Процитовано 25 лютого 2011.
4. ↑  District of Fort St. James, 2012.